# Pina Bottin

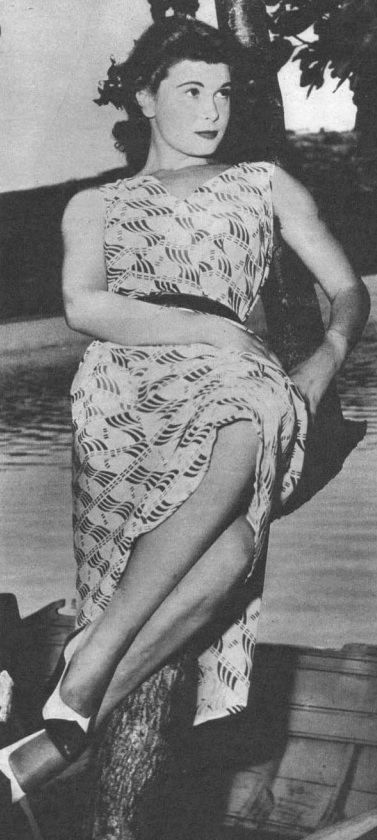
Pina Bottin während einer Pause bei den Dreharbeiten zum Film Il sole negli occhi (1953)

Giuseppina „Pina“ Bottin (* 17. März 1933 in Padua; † 30. Juli 2024 ebenda) war eine italienische Schauspielerin.

## Leben
Bottin wurde bei einem Schönheitswettbewerb entdeckt und debütierte in Die Sonne in den Augen (Il sole negli occhi) beim Film. Ihre Darstellung eines venezianischen Hausmädchens wiederholte sie, die als „selbstbewusste und hübsche Darstellerin mit ansteckender Lebensfreude und von sympathischer Erscheinung“ beschrieben wurde, noch mehrmals in ihrer nur sechs Jahre andauernden Karriere. Neben Hauptrollen in günstig produzierten und vergessenen kleinen Filmen wurde sie einige wenige Male von Regisseuren wie Franco Rossi und Antonio Pietrangeli in bedeutenderen Werken besetzt, allerdings auch in kleineren Parts. Nach einigen Fernseharbeiten zog sich Bottin Ende der 1950er Jahre ins Privatleben zurück. Sie starb Ende Juli 2024 in ihrem Haus im Paduaer Stadtteil Sacra Famiglia.

## Filmografie (Auswahl)
- 1953: Die Sonne in den Augen (Il sole negli occhi)
- 1954: Mizar – Spionin im Orient (Mizar)
- 1955: Ein Held unserer Tage (Un eroe dei nostri tempi)
- 1958: Der Korsar von Monte Forte (Il pirata dello sparviero nero)
- 1958: Die nackte Maja (The Naked Maja)
- 1959: Hannibal (Annibale)
- 1959: Roulotte e roulette